# Zabójcze zlecenie
Zabójcze zlecenie (ang. Contract Killers) – amerykański film akcji z 2008 roku.

## Fabuła
Jane, zabójczyni pracująca dla CIA, postanawia skończyć z zabijaniem i rozpocząć normalne życie. Jednak jej szefowie nie chcą się zgodzić na jej odejście. Zabijają jej męża, a ją samą wrabiają w jego śmierć...

## Obsada
- Frida Farrell - Jane
- Steve Boergadine - Winston Scott
- Paul Cram - Chuck Dittmer
- Rhett Giles - Purnell
- G. Anthony Joseph - Monoven
- Nick Mancuso - Witkoff
- Wolf Muser - Targonsky
- Christian Willis - Lars